# Famille Renier
 (mars 2018).
Améliorez-le ou discutez des points à vérifier. 
Pour les articles homonymes, voir Renier.
 (mai 2015).
La famille Renier (ou Raniero) est une famille patricienne de Venise.

## Historique
Selon la tradition, la famille serait arrivée de Raguse dans la Cité des Doges en 1092, tandis que son origine ancienne se situerait à Épidaure. Il apparaît cependant que le patriarche de la famille Raniero descend d'Amadore Spada de Gubbio, lui-même fils de Tebaldo et de Bonizza Aldobrandini.

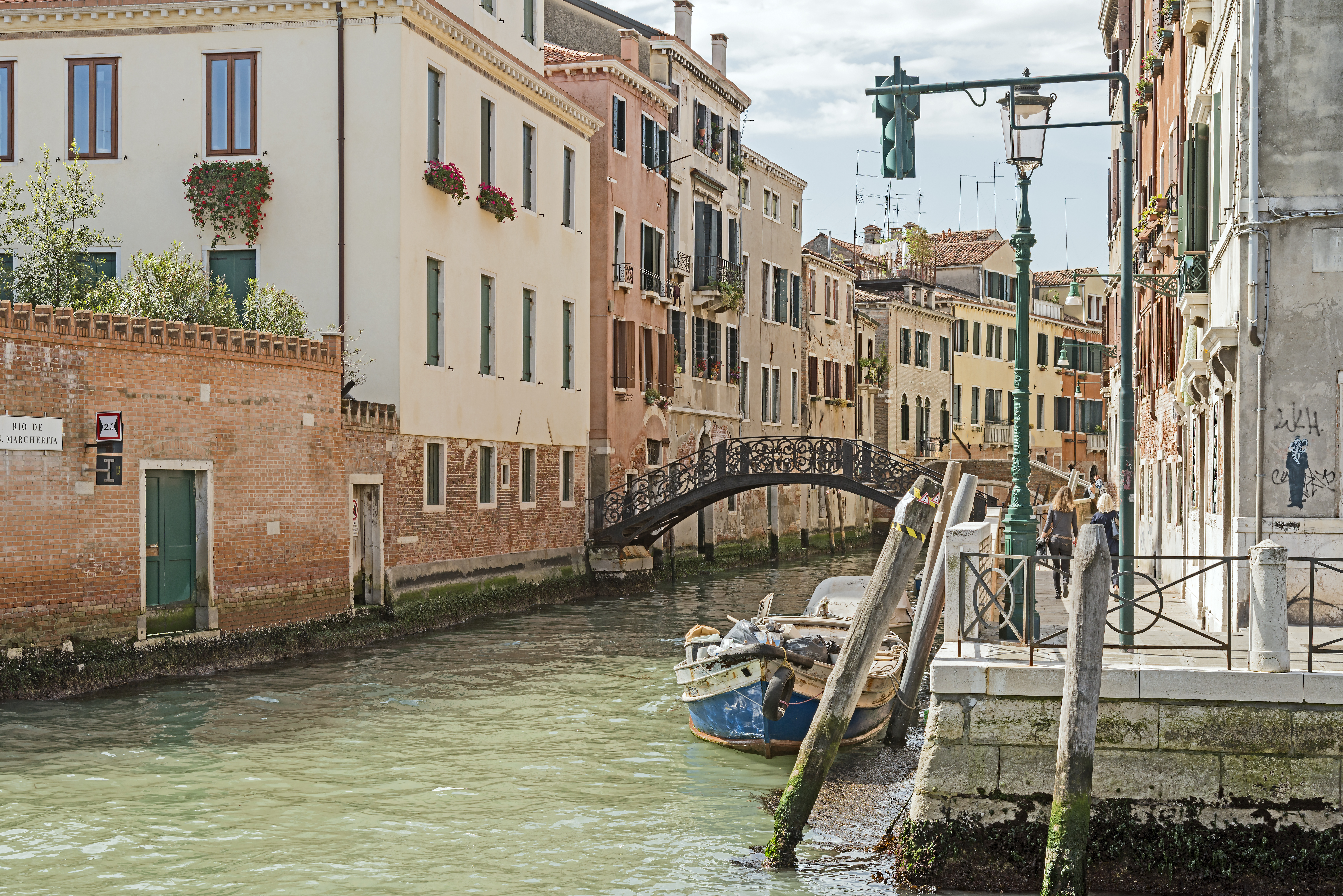
Le pont Renier sur le Rio di Santa Margherita

Membre du Maggior Consiglio depuis 1122, elle en fut exclue en 1297, avant de réintégrer la noblesse  en 1381 à la suite des bons services du riche marchand Nicolò Renier, ayant armé une galère à ses frais dans la guerre de Gênes.
À la chute de Negroponte, ayant eu la vie sauve, Polissenna Premarin et Beatrice Reniero se firent franciscaines et fondèrent le monastère du Saint Sépulcre, disparu;
Elle donna l'avant-dernier doge, divers procurateur de Saint-Marc, ambassadeurs et autres dignitaires.
La famille Renier a formé quatre branches : 
1. de Ca' Foscari, éteinte à la fin du XVIIIe siècle,
2. de Santa Margherita 1°, éteinte fin du XVIIIe siècle,
3. de Santa Margherita 2°, éteinte milieu du XVIIIe siècle,
4. de San Stae (celle du doge Paolo), existante.

Une branche de la famille se détacha autour du XIIe siècle, et s'établît à Chioggia.
À la chute de la République, les trois branches de cette famille virent leur noblesse reconnue par le gouvernement impérial autrichien, par Résolutions Souveraines Résolutions du 30 novembre, 16 et 18 décembre 1817 et 8 octobre 1818. Deux seulement furent élevés à la dignité de comptes de l'empire autrichien par R.S. du 7 septembre 1818 et du 24 juin 1819.

## Armes

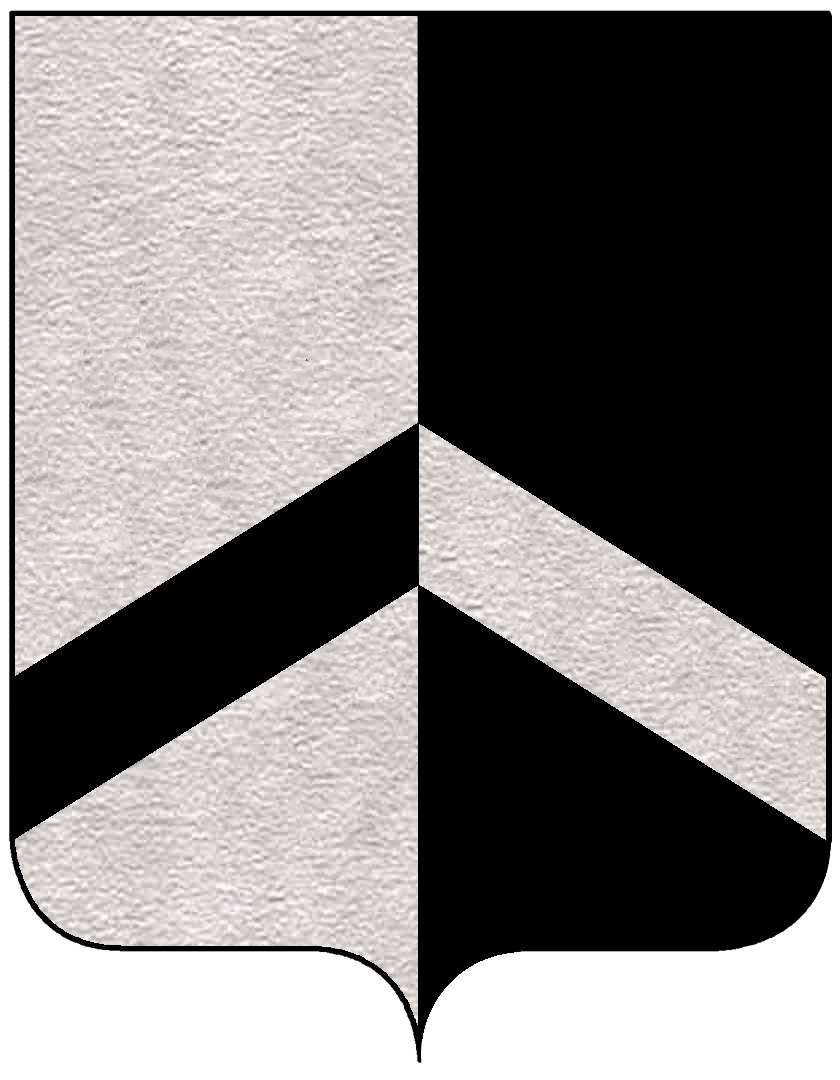
Armes des Renier

Les armes de la famille se blasonnent ainsi un écu parti d'argent et de sable avec un chevron de l'un en l'autre.

## Personnalités
- Paolo Renier est le 119e doge de Venise élu en 1779.
- Stefano Andrea Renier (it) (1759 - 1830), naturaliste et zoologue italien;
- Giovanni Renier (it) (1796 - 1871), évêque de Feltre et Belluno de 1855 à sa mort;
- Rodolfo Renier (it) (1857 - 1915), homme de lettres italien.

## Filiation
- Ottone Renier contribua en 1151 à la construction du campanile de Saint-Marc et en 1155, il est parmi les fondateurs de l'Église San Matteo di Rialto, avec Lamberto Renier.
- Nicolò Renier (de Tomaso) fut envoyé en 1343 comme ambassadeur près de Djanibeg, empereur des Tatars.
- Nicolò Renier (de Pantalon), propriétaire de moult navires, participa activement à la guerre de Chioggia contre Gênes; le 4 septembre 1381, il fut confirmé noble, et avoué auprès du Maggior Consiglio avec ses descendants.
  - Clemente Renier (de Nicolò) fut en 1445 Prieur de Sainte-Croix à Padoue, puis Évêque d'Arcadia, et finalement Évêque de Candie.
- Girolamo Renier fut en 1406 Prieur du Monastère de Sainte-Croix à Padoue, de l'ordre des chanoines de San Giorgio in Alga.
  - Gasparo Renier (de Girolamo) (°1511), Grand commandant du Royaume de Candie, podestat de Brescia, Padoue, Vérone et Rovigo.
- Giacomo Renier (de Marco) fut en 1460 provéditeur à Spalato et en 1500 à Napoli di Romania; il mourra pendant le siège des turcs en 1501 et fut enterré à Venise dans le cloître de l'Église San Francesco della Vigna.
  - Sebastiano Renier (de Giacomo) (°1510), commandant de Bergame, chef de quarante; podestat à Malvoisie et à Rovigo.
- Daniele Renier (de Constantin) (1476-1535) fut procurateur de Saint-Marc; en 1501, il fut électeur de Leonardo Loredano et de 1508 à 1510 Avogador de Commun, en 1517-1518 Capitaine de Vérone et en 1520, il fit partie du Conseil des Dix; le 7 décembre 1534, il fut élu Procurateur de Sopra; il fut collectionneur passionné de codes anciens, humaniste, hébraïste et mathématicien.
- Andrea Renier (de Giacomo d'Andrea) (°1514), podestat de Trévise, Vérone et Brescia; épousa Fiordalisi Zorzi; enterré dans l'église de Sant'Andrea.
- Giacomo Paolo Renier (d'Andrea) (°1529), provéditeur en Istrie, podestat de Cologna; élu procurateur de Saint-Marc en 1598; épousa Chiara Soranzo; mourut à 87 ans et fut enterré dans l'église de S. Andrea.
- Federico Renier (d'Alvise), commandant de Vérone vers 1540, dans le Cadore et à Crema; chef du Dix, Avogador de Commun, Recteur de La Canée, ambassadeur à Rome à l'occasion de l'élection de Pie III; candidat malchanceux lors de l'élection du doge Pietro Lando; mourut à 80 ans et fut enterré sous l'autel Renier de l'église de la Madonna dell'Orto.
  - Alvise Renier (de Federico), commissaire en Dalmatie, provéditeur de La Canée et à Cattaro, ambassadeur à Constantinople en 1545, duc de Candie (1550); candidat malchanceux lors de l'élection du doge Lorenzo Priuli.
    - Lorenzo Renier (d'Alvise) (°1604), commandant de la Garde à Candie et à Corfou; commandant de sept galères dans les batailles navales dans l'archipel grec et aux Dardanelles (1656-57) où il passa commandement général de la flotte.

  - Giovanni Renier (de Federico) (°1507), podestat à Trévise, commandant de Chypre (1552-1554) et gouverneur civil de Chypre (1557 -1559); élu sénateur.
  - Bernardino Renier (de Federico) (°1511), provéditeur à Cattaro et à Orzinuovi, chef des Dix, dépositaire de la Zecca, dépeint par le Tintoret parmi les Sages entourant le doge Nicolò da Ponte (peinture centrale du Maggior Consiglio).
    - Federico Renier (de Bernardino), commandant de galère à la bataille de Lépante; stèle dans l'église de la Madonna dell'Orto.
    - Giovanni Renier (de Bernardino) (°1552), podestat à Vérone et Chioggia; Savio alle Acque (1595); commandant de Bergame.
      - Bernardino Renier (de Giovanni) (°1595), sénateur, chef des X, podestat à Brescia et provéditeur à la milice de Mer; épousa Faustina Priuli.
- Lancillotto Maria Renier (de Daniele) (°1645), recouvra les charges d'inquisiteur, chef des X, sénateur, censeur, Réviseur à la Zecca, provéditeur de Justice.
  - Daniele Renier (de Lancillotto M.) (°1684), provéditeur à Cattaro, à Capodistria, à Crema; podestat de Capodistria, protégea Goldoni, qui lui dédia une comédie; épousa Maria Soderini (1718), ensuite Marta Priuli (1733).
  - Isabella Renier Lombria (de Lancillotto M.), femme amateur d'arts et de lettres, maîtresse de Benedetto Marcello; au chevet de la carrière de Faustina Bordoni; énumérée à l'Académie d'Arcadie de Rome sous le pseudonyme de Delmira Trinacria.
- Costantino Renier (de Gerolamo), fut parmi vingt-trois charges commandant de Brescia et podestat de Vérone.
- Federico Renier (d'Alvise) (1659-1732), camerlingue, podestat et commandant de Trévise et Padoue, sénateur, provéditeur de Brescia.
  - Bernardino Renier (de Federico) (°1693), sénateur, ayant son nom gravé sur l'anneau du puits au centre du campo de Santa Margherita, qu'il fit construire  en 1726; propriétaire du théâtre de Sant'Angelo, Goldoni lui dédia le drame musical Amore e caricatura; épousa Caterina Querini (1721).
- Daniele Renier (d'Antonio) (°1643), recteur de Belluno (1669), podestat à Brescia et Bergame.
  - Andrea Renier (de Daniele) (°1677), père du doge Paolo Renier, sénateur, commandant de Brescia (1716 -1717), Camerlingue, provéditeur de Commun et à la Santé.
    - Girolamo Renier (d'Andrea) (°1706), frère du doge Paolo Renier, podestat et vice-commandant de Brescia; obtint l'investiture et pour ses successeurs du fief de Fossaragna.
    - Antonio Renier (d'Andrea) (°1708), frère du Doge, commandant de Zante, provéditeur en Istrie, commandant et vice-podestat à Padoue, provéditeur Général de la Dalmatie (1765 -1768), commandant du Golfe; sur une peinture d'Alessandro Longhi (Musée Civique de Padoue).
- Girolamo Renier (de Giovanni) (°1626), commandant de Padoue (1678), provéditeur de Palmanova (1684 -1686); maire de Morée (Grèce); épousa Paolina Renier d'une autre branche et ensuite Isabella, fille de Carlo Contarini.
- Andrea Renier (de Paolo) (°1734), fils du doge, commandant et vice-podestat de Vicence (1761); pendant trois ans ambassadeur près de Pie VI.
  - Alvise Melchiorre Renier (d'Andrea) (1759-1832), petit-fils du doge, sénateur; décoré du titre de comte de l'empereur d'Autriche; épousa Marina Corner; enterré à Pontecasale.
- comte Bernardino Renier (d'Alvise) (°1762), amateur d'arts, au chevet de la carrière de Canova; avec lui s'éteint la branche de Cà Foscari; sa veuve Felicita légua entre 1833 et 1850 vingt-neuf chefs-d'œuvre à l'Académie.
- Daniele Renier (de Lancillotto) (1768-1851), 1er maire de la Commune de Venise (1806 -1811), créé comte, Commandeur de l'ordre de la Couronne de fer, Chambellan royal impérial, Premier Conseiller de gouvernement, Président de l'Ateneo Veneto (1842-1845).
- Ignazio Renier, fut président de la Députation d'Udine (1902).
- Pier Andrea Renier (de Pietro) (1892 - 1915) fut sous-lieutenant d'infanterie, tué à Podgora en commandement.
- Paolo Renier (de Paolo) (°1921) fut ingénieur, dirigeant d'industrie, chevalier de l'ordre souverain de Malte et de l'ordre du Mérite de la République italienne, membre de l'Ateneo Veneto, membre de l'Arciconfraternita de San Rocco; a publié en 1975 un livre sur la famille Renier[1].